# 尤蘭芳
尤蘭芳（?—?），福建省福州府長樂縣人，清朝政治人物、進士出身。
光緒九年（1883年），参加癸未科殿試，登進士二甲111名。同年五月，著以主事分部学习。